# Bistum Skálholt

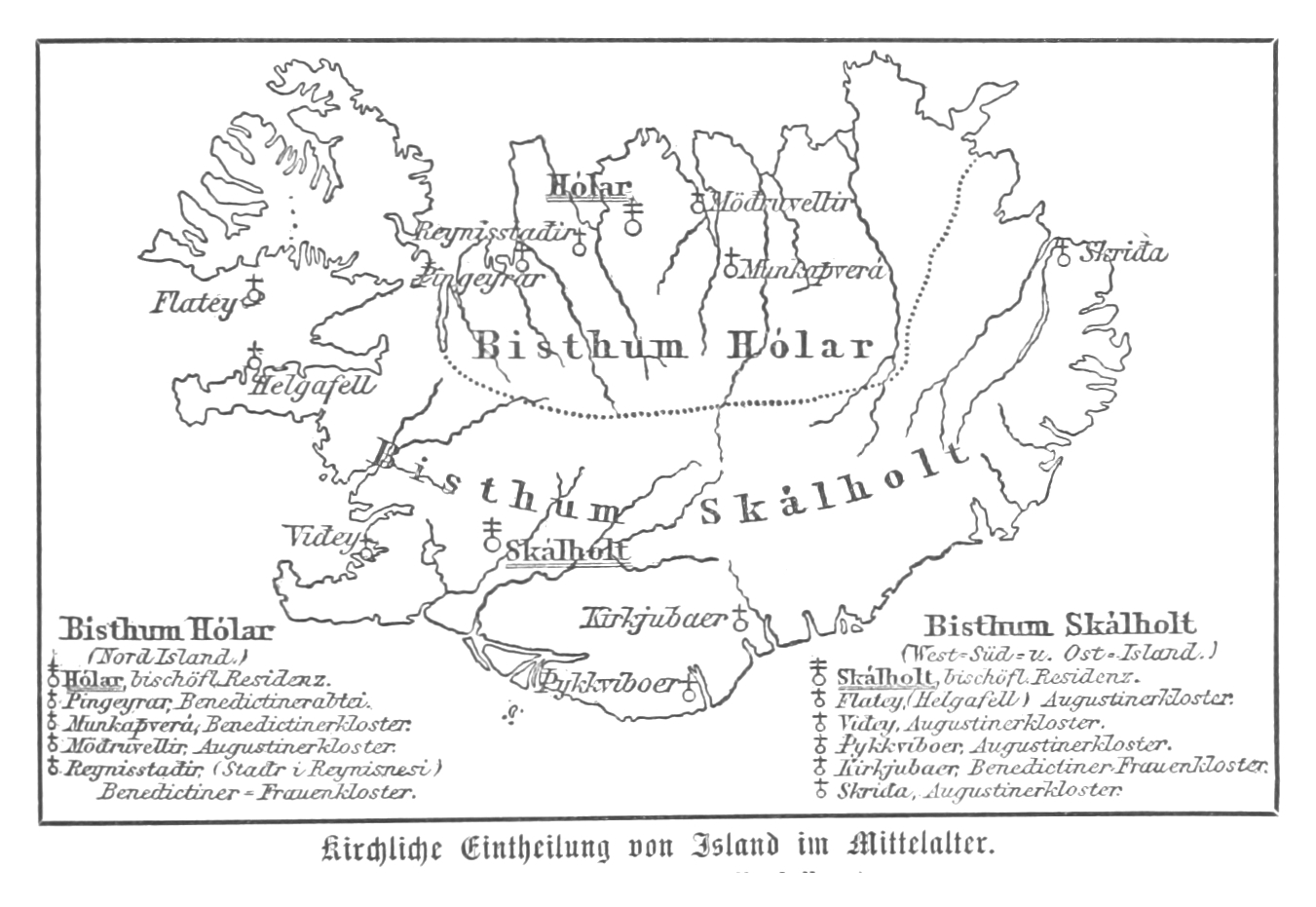
Karte der isländischen Bistümer und Klöster im Mittelalter

Das Bistum Skálholt war ein Bistum mit Bischofssitz auf dem Gut Skálholt (Island). Es wurde nach der im Jahre 1000 erfolgten Annahme des Christentums durch das Althing von Island im Jahre 1056 durch Ísleifur Gissurarson (* kurz nach 1000; † 1080) gegründet. Dieser war Bischof und Primas von Island. Von der ersten Kathedrale sind keine Überreste erhalten. Sie wurde am 5. Juli 1080 eingeweiht.
In der Diözese Skálholt wurde 1540 die Reformation eingeführt. Letzter römisch-katholischer Bischof war Sigmundur Eyjolfsson. Danach wurde das Bistum lutherisch besetzt. 1797 wurde als Folge schwerer Erdbebenschäden am gesamten Bischofssitz und einer allgemeinen Straffung der Verwaltung der Bischofssitz nach Reykjavík verlegt, 1801 durch Heimfall des Bistums Hólar das einheitliche lutherische Landesbistum Island eingerichtet. Skálholt wurde dadurch zu einem einfachen Kirchsprengel mit einer entsprechend schlichteren Holzkirche, die allerdings schon um 1860 wieder baufällig war. Die Kirchgemeinden der Umgebung wurden zusammengelegt und in Skálholt nur mehr eine Filialkirche (Kapelle) eingerichtet. Seit dem Jahre 1909 residiert im historischen Bischofssitz Skálholt – wie auch in Hólar – wieder ein lutherischer Weihbischof, um die historische Bedeutung der beiden Güter zu würdigen.
Die heutige Skálholtsdómkirkja wurde anlässlich der 900. Wiederkehr der Bistumsgründung in den Jahren 1956 bis 1963 errichtet und enthält als Altarbild das erste Wandmosaik einer isländischen Kirche überhaupt. Papst Paul VI. stellte 1968 den untergegangenen Bischofssitz als römisch-katholisches Titularbistum Skálholt wieder her.